# 太行造纸总厂旧址
太行造纸总厂旧址，位于山西省长治市黎城县西井镇石壁底村，是一处山西省文物保护单位。
2021年8月4日，太行造纸总厂旧址公布为第六批山西省文物保护单位，年代为1946-1949年，近现代重要史迹及代表性建筑类，编号6-335。